# Yevgeniy Mironov (athlétisme)
Pour les articles homonymes, voir Ievgueni Mironov.
Yevgeniy Mironov (en russe : Евгений Васильевич Миронов — translittération : Evgenij Vasil'evič Mironov, né le 1er novembre 1949 à Staraïa Roussa) est un athlète russe spécialiste du lancer du poids. Licencié au Burevestnik Leningrad, il mesure 1,93 m pour 130 kg.

## Carrière

### Palmarès
| Date | Compétition                    | Lieu            | Résultat | Performance |
| ---- | ------------------------------ | --------------- | -------- | ----------- |
| 1976 | Jeux olympiques d'été          | Montréal        | 2e       | 21,03 m     |
| 1977 | Championnats d'Europe en salle | Saint-Sébastien | 5e       | 19,57 m     |
| 1978 | Championnats d'Europe          | Prague          | DQ       | (20,87 m)   |
| 1981 | Coupe du monde des nations     | Rome            | 2e       | 20,34 m     |

### Records
| Épreuve         | Performance | Lieu | Date |
| --------------- | ----------- | ---- | ---- |
| Lancer du poids | 21,53 m     |      | 1976 |